# Дашевский, Алексей Григорьевич
Алексей Григорьевич Дашевский (укр. Олексій Григорович Дашевський; 1 марта 1930, хутор Зелёный (ныне с. Зелёное, Гуляйпольский район Запорожская область, Украина) — 17 марта 2005, Днепропетровск) — украинский и советский писатель

. Член Союза писателей Украины (1976).

## Биография
Получил среднее образование. Трудился трактористом, слесарем, был заведующим клубом. В 1951—1979 годах работал на Запорожском ферросплавном заводе. Член КПСС з 1960 года.
Печатался с 1947 года. Автор очерков «Главное направление», «Устремленные в будущее» (оба — 1959), «Крылатые руки» (1961), сборников рассказов «Добрая вода» (1963; все — Запорожье), «В гостях у матери» (1974), «Не оставь в покое» (1983), «Земля живёт человеком» (1993; все — Днепропетровск).
Произведения А. Дашевского посвящящены человеку труда, родительскому дому, проникнуты любовью к природе.